# Лука Туркулов
Лука Туркулов (рођен 31. октобра 2003.) је српски друмски бициклиста, који моментално вози за словеначки УЦИ Континентал тим Cycling Team Kranj (CTK) и за репрезентацију Србије.
Освојио је Првенство Србије у друмском бициклизму-Појединачни хронометар 2022. и пласирао се као други у Првенство Србије у друмском бициклизму-Друмска трка  2022 иза Душана Рајовића. У 2022 је победио и брдски државни шампионат БСС полусезони 2022 до сада је стартовао више од 39  УЦИ трка, у категорији У23 и Елит као један од најмлађих бициклиста. 2023 су наставили да се ређају успеси, тр је први пут однео победу на УЦИ трци, победившу на трећој етапи Трке кроз Албанију.
Лука Туркулов је такмичарским бициклизмом почео да се бави у априлу 2021. године, за неколико месеци се придружио репрезентацији Србије, а крајем 2021 године је добио позив да се придружи и првом Континентал тиму, ѕа који је потписао и сезону 2023. Пре бициклизма се 11 година  такмичарскибавио џудоом и самбо (борилачке вештине).

## Најважнији резултати
2023 полусезона

3. место Национални шампионат у циклокросу БСС
1. место етапа 3 Турнеја по Албанији УЦИ 2.2
1. место Државно првенство Србије У 23 - индивидуални хронометар
3. место Државно првенство Србије У 23 - Друмска трка
14. место  Истарско пролеће УЦИ 2.2 
4. место Државно првенство Србије Елит -индивидуални хронометар 
4. место Државно првенство Србије Елит - Друмска трка
3. место Ноћни Критеријум Крањ Архивирано на веб-сајту  (2. август 2023) 55 ГП КРАЊ Архивирано на веб-сајту  (2. август 2023)
2022
1. место  Државно првенство-појединачни хронометар У23

Национална Државна првенства
1. место Државно првенство брдска трка БСС
2. место Друмска трка 
5. мест Појединачни хронометар
9. место генерални пласман Гранд При де Геменц

## Галерија
- Туркулов и Cycling Team Kranj 2022
- Истарско пролеће
- Душан Калаба и Туркулов спринт 2022 Сомбор
- Београд-Бања Лука 2022
- Београд-Бања Лука 2022 презентација тимова у Београду